# 초전도 현상

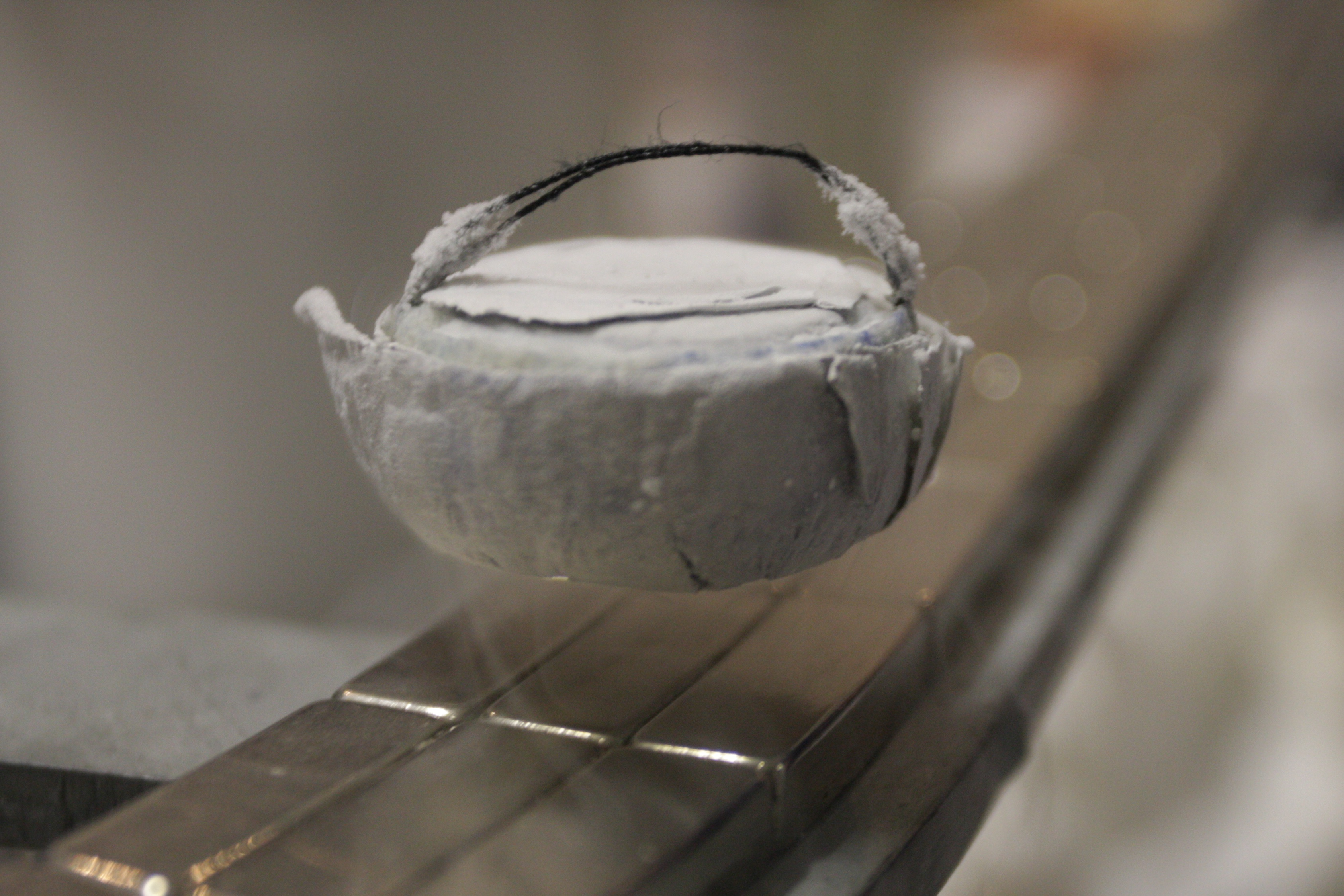
영구 자석 위로 부상하는 고온(액체 질소 냉각) 초전도체(TU Dresden)

초전도 현상(超傳導現象, 영어: superconductivity)은 임계 온도(critical temperature,Tc) 이하의 초저온에서 금속, 합금, 반도체 또는 유기 화합물 등의 전기 저항이 갑자기 0이 되어 전류가 장애 없이 흐르고 외부 자기장과 반대방향의 자기장을 형성하는 반자성(diamagnetism)을 띄게 되는 현상을 가리킨다. 이러한 초전도 현상이 일어나는 물질을 초전도체(超傳導體, 영어: superconductor)라고 부른다. 초전도 현상이 일어나는 물질은 외부 자기장을 밀쳐내거나 전기 전류가 흐르는데 저항이 발생하지 않는 등의 성질을 보이는 것으로 대체로 그 물질의 온도가 영하 240˚C 이하로 매우 낮거나 구리나 은과 같은 도체의 경우에는, 불순물이나 다른 결함으로 인해 저항이 어느 값 이상으로 감소하지 않는 한계가 있다. 절대영도 근처에서도 실제 구리 시료의 저항은 0이 아닌 값을 가지게 된다. 반면 초전도체의 저항은 온도가 "임계 온도" 값보다 아래로 내려가면 갑자기 0으로 떨어진다. 초전도 전선으로 된 고리를 흐르는 전류는 전원 공급 없이도 계속 흐를 수 있다. 강자성이나 원자 스펙트럼 준위처럼, 초전도는 양자 역학적인 현상이다. 초전도는 단순히 고전 물리의 이상적인 "완전 도체"(perfect conductor) 개념으로는 설명될 수 없는 현상이다.
초전도는 다양한 종류의 물질에서 나타나는데, 주석이나 알루미늄과 같이 한가지 원소로 된 물질에서도 일어나고, 다양한 금속 합금이나 도핑된 세라믹 물질에서도 나타난다. 한편 초전도는 금이나 은과 같은 귀금속에서는 나타나지 않으며, 순수한 강자성 금속에서도 나타나지 않는다.
1986년에는 구리-페로브스카이트(perovskite) 계 세라믹 물질에서 임계 온도가 90 K(켈빈)을 넘는 고온 초전도체가 발견되었는데, 이 때문에 초전도체 연구가 다시 활성화되는 계기가 되었다. 순수한 연구 주제로서, 이런 물질들은 초전도체를 설명하는 기존 이론으로는 설명되지 않고 있다. 게다가, 초전도 상태가 경제적인 면에서 중요한 기준이 되는 온도인 액체 질소의 비등점 (77 K)보다 높은 온도에서도 나타남에 따라, 좀 더 많은 상업적 응용 가능성이 열리게 되었다.

## 성질
초전도체의 비열이나 초전도성이 깨질 때의 임계 온도, 임계 자기장, 임계 전류 밀도와 같은 대부분의 성질은 물질마다 다르다.
그러나 한편으로는, 물질이 무엇이냐에 상관없이 초전도체이면 공통적으로 가지는 성질들이 있다. 예를 들면 모든 초전도체는 자기장이 없을 때 작은 전류에 대해 정확히 0인 전기 저항을 가진다. 이러한 '공통적인' 성질은 초전도성이 하나의 열역학적인 상이며, 물질의 미시적인 구조에 독립적인 특정한 성질을 가진다는 것을 암시한다.

### 직류 전류에 대한 초전도 (완전 도체)
시료의 전기적인 저항을 측정하는 가장 간단한 방법은 그 물질을 전기 회로에서 전류원과 직렬로 연결한 뒤 전류 I를 공급하고 시료 양단에 인가되는 전압 V를 측정하는 것이다. 시료의 저항은 옴의 법칙에 따라 {\displaystyle R=V/I}로 주어진다. 만약 전압이 0이라면, 이것은 저항이 0임을 의미하며 그 시료는 초전도 상태에 있는 것이라고 할 수 있다
또한 초전도는 전압이 인가되지 않은 상태에서도 전류를 유지할 수 있다. 이런 성질은 자기공명영상과 같이 초전도 전자석을 이용하는 곳에서 사용된다. 실험에 의하면 초전도 코일은 측정 가능한 감소 없이 전류를 몇 년씩 유지할 수 있는 것으로 나타났다. 실험에 의하면 이런 전류의 유효 수명은 최소한 10만 년이며, 이론적으로는 우주의 수명보다도 길 것으로 평가된다.
일반적인 도체에서는, 전류는 전자가 무거운 이온 격자 사이를 움직여 가는 것으로 표현된다. 전자들은 이온과 격자에 계속 충돌하며, 각각의 충돌에서 전류에 의해 전달되던 에너지의 일부가 격자로 흡수되고 열로 변환된다. 이것이 이온 격자의 운동에너지이다. 결과적으로 전류에 의해 운반되던 에너지는 점점 흩어진다. 이것이 전기적 저항이 일어나는 현상이다.
초전도체에서는 상황이 다르다. 일반적인 초전도체에서 전류의 흐름은 각각의 전자의 움직임으로 분리될 수 없다. 그 대신 전자는 쿠퍼 쌍으로 묶이며, 이는 포논의 교환에 의한 전자들 사이의 인력으로 생긴다. 양자역학에 의해, 쿠퍼 쌍의 흐름은 에너지 스펙트럼에서 띠틈을 만들어내는데, 이는 전자의 흐름을 흥분시키기 위해서는 최소한 ΔE만큼의 에너지가 필요함을 의미한다. 그러므로, 만약 ΔE가 kT로 주어지는 격자의 열 에너지보다 크다면 (k는 볼츠만 상수이고 T는 온도이다), 전자는 격자에 의해 산란되지 않게 된다. 그러므로 쿠퍼 쌍은 초유체를 이루며, 이는 에너지 손실없이 흐를 수 있다는 것을 의미한다고 볼 수 있다.
모든 종류의 고온 초전도체를 포함하는 2종 초전도체는 초전도 상전이의 근방에서 전류가 그 전류로 인해 발생할 수도 있는 강한 자기장과 함께 가해졌을 때 아주 작은 양의 비저항을 보인다. 이것은 전자 초유체의 소용돌이(vortex)에 의한 것으로서, 전류에 의해 전달되는 에너지의 일부를 흩뜨린다. 만약 전류가 충분히 작다면, vortex는 정지해있고 비저항은 사라진다. 이 효과에 의한 저항은 초전도체가 아닌 물질이 보이는 저항에 비하면 아주 작지만, 민감한 실험을 할 때에는 고려해야 한다. 그러나, 온도가 초전도 상전이에서 더 멀어짐에 따라, 이러한 와동들은 불규칙하지만 고정되어 있는 "와동 유리"(영어: vortex glass)라는 상으로 변할 수 있다. 이러한 와동 유리 상전이 온도 아래에서는 초전도체의 저항이 0이 된다.

### 초전도 상전이

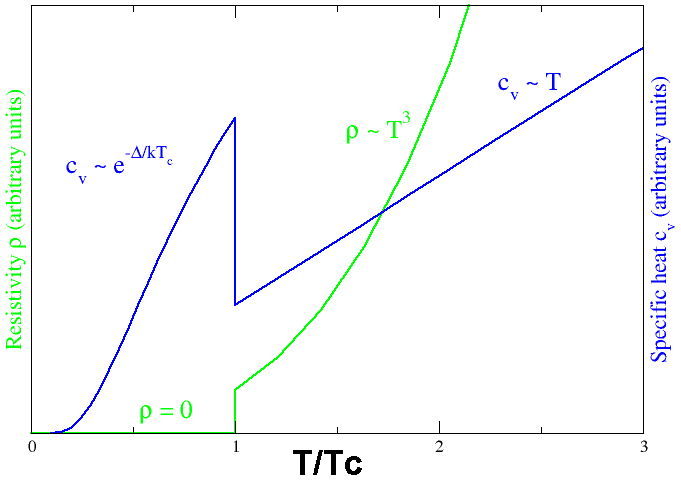
초전도 상전이 근처에서의 초전도체의 비열(c_{v}, 파란색)과 비저항(ρ, 녹색)

초전도 상태는 물질의 온도가 초전도 상전이가 일어나는 임계 온도 Tc이하로 내려갈 때 나타난다. 임계 온도의 값은 물질에 따라 다르다. (고온 초전도체가 아닌) 일반 초전도체들은 보통 20 K에서 1 K 이하까지의 값을 가진다. 예를 들어 고체수은은 4.2 K의 임계 온도를 가진다. 현재까지 발견된 (고온 초전도체가 아닌) 일반 초전도체들의 임계온도는 2001년에 발견된 이붕화 마그네슘에서 보이는 39 K이 최고이다. (단 이 물질이 보여준 성질 때문에 이붕화 마그네슘을 일반 초전도체로 분류할 것이냐에 대해서는 논란이 있다.) 구리계 초전도체는 훨씬 높은 임계 온도를 가지는데, 최초로 발견된 구리계 초전도체 중의 하나인 YBa2Cu3O7의 임계 온도는 92 K이며, 수은을 포함한 구리계 초전도체는 임계온도가 130 K을 넘는 것도 있다. 이런 높은 임계 온도에 대한 확실한 이론적 설명은 알려져 있지 않다. 일반 초전도체는 포논의 교환에 의한 전자 쌍의 형성으로 설명되지만, 최근 발견된 고온 초전도체에 대해서는 이 설명이 맞지 않는다.
초전도성이 나타날 때는 다양한 물리량의 갑작스런 변화가 수반되는데, 이것은 상전이의 특징이다. 예를 들어, 전자에 의한 비열은 일반적으로 온도에 1승에 비례한다. 그러나 초전도 상전이를 할 때에 비열값은 갑자기 뛰어오르고 그 이후로는 더 이상 1승에 비례하지 않고 e−α /T에 비례하게 된다. (α는 물질에 따라 정해지는 상수) 이런 양상은 띠틈의 존재에 대한 증거이다.
초전도 상전이의 상전이 차수는 논란의 대상이다. 실험 결과로 보면 초전도 상전이들은 잠열이 없는 2차 상전이인 것으로 보인다. 그러나 1970년 대의 계산에 의하면 초전도 상전이는 1차 상전이인데 전자기장의 장거리 요동에 의한 효과 때문에 약하게 보이는 것일 수도 있다. 최근에서야 무질서 장 이론(disorder field theory)의 도움으로 소용돌이 끈(vortex line)이 초전도성에 중요한 역할을 하며, 초전도 상전이는 type I 영역에서는 1차이고 type II 영역에서는 2차이며 두 영역은 삼중점에 의해 분리된 것이 보인 바 있다.

### 마이스너 효과
초전도체가 약한 외부 자기장 H 안에 놓이게 되면, 자기장은 초전도체를 완전히 투과하지 못하고 대략 두께 λ만큼만 투과하게 된다. 이 두께를 런던 투과 깊이(London penetration depth)라고 하는데, 초전도체에 들어간 자기장은 이보다 더 깊은 곳에서는 급격히 감쇄하여 0이 된다. 이것을 마이스너 효과라 하며, 초전도체의 중요한 성질 중의 하나이다. 대부분의 초전도체의 경우에 런던 투과 깊이는 100 nm 정도이다.
마이스너 효과는 때때로 이상적인 도체에서 나타나는 반자성의 일종과 혼동하기 쉬우나, 다른 효과이다. 렌츠의 법칙에 따르면, 전도체에 변화하는 자기장이 가해지면 전도체 전류가 유도되면서 가해진 자기장의 반대 방향으로 자기장이 생긴다. 이상적인 도체에서는 흐를 수 있는 전류의 값에 제한이 없으며, 이 전류로부터 유도된 자기장은 외부에서 가해진 자기장을 정확히 상쇄시킨다. 그러나 초전도체는 자기장이 변화하든 변화하지 않든 모든 종류의 자기장을 밀쳐낸다. 즉, 일정한 자기장이 가해지고 있더라도 자기장을 밀쳐낸다. 물질이 임계 온도 이하로 냉각되면, 물질의 내부 자기장이 갑작스레 밀쳐지는 현상이 나타나는데, 이것은 렌츠의 법칙과 무관하다.
마이스너 효과는 프리츠 론돈(독일어: Fritz London)과 하인츠 론돈(독일어: Heinz London) 형제가 이론적으로 설명하였다. 초전도체에서 전자기적 자유 에너지는 아래와 같은 경우에 최소화가 된다.
{\displaystyle \nabla ^{2}\mathbf {H} =\lambda ^{-2}\mathbf {H} }
여기서 {\displaystyle H}는 자기장이고, {\displaystyle \lambda }는 런던 투과 깊이이다. 이 방정식을 런던 방정식이라고 하며, 이에 따라 초전도체의 자기장이 표면에서 속으로 들어감에 따라 지수급수적으로 감소하게 된다.
마이스너 효과는 외부에서 가해지는 자기장이 너무 크면 파괴된다. 초전도체는 이 파괴가 어떻게 일어나느냐에 따라 두가지로 구분된다. 제 1종 초전도체에서는 가해진 자기장이 어떤 임계값 Hc 이상이 되면 갑자기 깨어진다. 샘플의 모양에 따라서, 샘플이 자기장을 포함하는 중간 상태와 샘플이 자기장을 포함하고 있지 않은 초전도 상태가 혼합되어 있다. 반면, 제2종 초전도체에서는, 외부 자기장이 Hc1보다 큰 값이 되면 물질이 자기 선속이 물질을 통과하지만 전류가 크지 않은 한 저항값이 0인 상태가 지속되는 혼합 상태가 된다. 자기장이 두 번째 임계 자기장인 Hc2보다 커지면 초전도성이 파괴된다. 혼합 상태는 사실 전자 초유체에 있는 와동(vertex)에 의해 생겨나며, 이 와동에 의한 자기 선속은 양자화된다. 이 양자를 플럭손(fluxon)이라고 한다.
나이오븀, 테크네튬, 바나듐, 탄소 나노튜브 따위를 제외한 나머지 가장 고순도의 단원자 초전도체들은 제 1종 초전도체들이고, 나머지 대부분의 불순물이 섞이거나 화합물인 초전도체들은 제 2종 초전도체들이다.

### 런던 모멘트
반대로, 회전하는 초전도체는 스핀 축 방향으로 정확하게 정렬된 자기장을 만들어 낼 수 있다. 이 효과는 런던 모멘트(London moment)라 불리는데, 중력 탐사 위성 B(영어: Gravity Probe B)에 잘 사용되었다. 이 실험은 네 개의 초전도 자이로스코프의 스핀 축을 결정하기 위해 이 자이로스코프들의 자기장을 측정하였다. 이것은 실험에 매우 필수적이었는데 왜냐하면 구의 스핀 축을 정확하게 구할 수 있는 몇 안되는 방법 중의 하나였기 때문이다.

## 이론
초전도체의 발견 이래 초전도체의 원리를 설명하기 위해 많은 노력이 있어 왔다. 1950년대에, 이론 응집물질물리학자들은 한 쌍의 중요한 이론에 의해 ‘’일반적인’’ 초전도체에 대한 확고한 이해에 도달했다고 생각했었다. 이 두 이론은 현상론적인 긴즈부르크-란다우 이론 (1950)과 미시적인 BCS 이론 (1957)이다. 1986년 bcs이론에서 불가능하다 여겨졌던 30K 이상의 임계온도를 가지는 초전도체가 발견된 이후 bcs 이론에 대한 의문이 커졌고. 그러므로 고온초전도체는 물론이고 금속 초전도체에도 적용될 수 있느냐 하는 의문에 논쟁의 여지가 있다. 초전도이론은 확정된 것이 아니고 완전하게 열려있는 상황이라 하겠다.

### 에너지 띠틈
초전도체와 일반 고체(부도체 혹은 도체) 사이에 상전이가 일어날 때에는 전기전도도가 무한대가 되는 것과 함께 전자들의 에너지 분포가 바뀐다. 일반 도체일 때에는 전자의 에너지 준위가 페르미 에너지 준위를 중심으로 연속적으로 분포한다. 즉, 전자는 페르미 에너지를 중심으로 어떠한 에너지 값을 가져도 된다. 하지만 초전도체에서는 페르미 에너지 준위를 기준으로 약간 위와 약간 아래에 전자가 존재할 수 있는 영역이 한정적으로 허용된 전자의 에너지 띠에 띠틈이 있다. 이는 초전도체 시료를 주사 터널 현미경으로 전기전도도의 미분값을 관찰하여 얻을 수 있다. 또한 1990년대 이후 연구된 고온 초전도체의 경우에는 초전도 현상을 보이지 않는 온도 범위에서도 이러한 띠틈이 존재한다. 이를 유사틈(pseudogap)이라고 부른다. 이 유사틈이 상온초전도에서관련이 있어보여 매우 중요하다.

## 역사
최초의 초전도체는 1911년 헤이커 카메를링 오너스가 고체 수은의 저항을 당시 발견된 액체 헬륨을 이용하여 저온에서 측정하는 도중 발견하였다. 4.2 K의 온도에서 그는 저항이 갑자기 사라지는 것을 관찰하였다. 이후 초전도체는 여러 다른 물질에서 발견되었다. 1913년 납의 초전도가 7 K에서 발견되었고, 1941년에는 질화 나이오븀(NbN)의 초전도가 16K에서 발견되었다. 초전도체를 이해하는 그 다음 중요한 진전은 1933년 발터 마이스너와 로베어트 오흐젠펠트(독일어: Robert Ochsenfeld)가 마이스너 효과로 알려진 초전도체가 자기장을 밀쳐내는 것을 발견한 것이었다. 1935년 프리츠 론돈(독일어: Fritz London)과 하인츠 론돈(독일어: Heinz London)은 마이스너 효과가 초전도 전류가 운반하는 전자기적 열역학적 자유 에너지를 최소화하려는 데에서 나타난다는 것을 보였다.
1950년에, 레프 란다우와 비탈리 긴즈부르크가 초전도체의 현상론적인 모형인 긴즈부르크-란다우 이론을 발표하였다. 란다우의 2차 상전이 이론을 슈뢰딩거 방정식과 결합시킨 이 이론은 초전도체의 거시적 성질을 설명하는 데 큰 성공을 거두었다. 한편으로는, 알렉세이 아브리코소프는 긴즈부르크-란다우 이론이 초전도체가 제 1종과 제 2종으로 불리는 두 종류로 구분됨을 예측하였다. 아브리코소프와 긴즈부르크는 그들의 공로로 인해 2003년 노벨상을 수상하였다. (란다우는 1968년 사망하였다.) 또 1950년에는 맥스웰과 레이놀즈 등이 초전도체의 임계온도는 그 구성 원소의 동위원소 질량에 따라 변할 수 있음을 보였다. 이 동위원소 효과 발견은 당시에 전자-포논간 상호작용이 초전도 현상의 미시적 메카니즘임을 오도하게 하였다.
1957년에 존 바딘과 리언 쿠퍼, 존 로버트 슈리퍼는 초전도 현상을 미시적으로 설명하는 이론인 BCS 이론을 제안하였다. 이는 발견자들의 이름 머릿자를 딴 것이다. 니콜라이 보골류보프 또한 1958년에 독립적으로 기본적으로 같은 이론을 발표하였다. 이 BCS 이론은 초전도 전류를 쿠퍼 쌍의 초유체로 설명하였다. 쿠퍼 쌍은 포논의 교환에 의해 상호작용하는 전자들의 쌍이다. 1972년 저자들은 이 업적으로 노벨상을 수상하였다. BCS 이론은 1958년 니콜라이 보골류보프가 원래는 여러 가지 논증으로 유도되는 BCS 파동함수가 전자의 해밀토니언을 정준변환하여 얻어질 수 있음을 보임에 따라 서로 강한 연관이 있음을 보였다. 1959년에 레프 페트로비치 고리코프(러시아어: Лев Петрович Горьков)는 BCS 이론이 임계 온도 근처에서 긴즈부르크-란다우 이론으로 환원됨을 보였다.
1962년 웨스팅하우스 회사는 최초의 상업용 초전도 전선을 나이오븀-타이타늄 합금을 사용하여 개발하였다. 같은 해에 브라이언 데이비드 조지프슨은 초전도 전류가 얇은 부도체 층으로 분리된 초전도체 사이를 흐를 수 있다는 중요한 이론적 예견을 하였다. 조지프슨 효과라 불리는 이 현상은 초전도 양자 간섭 장치와 같은 초전도를 사용하는 기계에 이용된다. 초전도 양자 간섭 장치는 양자 자기 선속( {\displaystyle \Phi _{0}=h/2e}, 이 값의 역수를 조셉슨 상수라 함)을 가장 정확하게 측정하는 데 쓰인다. 또한 양자 홀 비저항(Quantum Hall resistivity) 값(폰 클리칭 상수, {\displaystyle R_{K}=h/e^{2}})과 결합하여 플랑크 상수 h를 측정하는 데에도 쓰인다. 조지프슨은 이 연구로 1973년 노벨 물리학상을 받았다.

### 고온 초전도체
1986년까지 물리학자들은 BCS 이론에 의하면 30 K 이상에서 초전도성을 보이는 것이 불가능하다고 믿었다. 그러나 1986년 요하네스 게오르크 베드노르츠와 카를 알렉산더 뮐러는 란타넘 구리계 페롭스카이트 물질에서 초전도를 발견하였으며 그 임계 온도는 35 K이었다. 이들은 이 연구로 1987년 노벨 물리학상을 수상하였다. 곧 우(M. K. Wu) 등이 란타늄을 이트륨으로 치환하여 YBCO를 만들었는데, 그 임계온도가 92 K에 이르렀다. 이것은 냉각제로 사용되는 액체 질소의 기화점인 77 K보다 높은 온도라는 점에서 중요한 것이었다. 이것은 상업적으로 중요한데 왜냐하면 액화 질소는 원재료 걱정없이 값싸게 어디서나 생산할 수 있으며 액체 헬륨을 수송할 때 나타나는 문제점인 고체 에어 플러그 등의 문제에서 자유롭기 때문이었다. 그 이후로 많은 다른 구리계 초전도체가 발견되었으며, 이 물질들이 보이는 초전도에 대한 이론적 설명은 응집 물질 물리 분야의 가장 도전적인 과제가 되었다.
약 1993년부터, 가장 높은 임계 온도를 가지는 초전도체는 탈륨·수은·구리·바륨·칼슘·산소로 구성된 세라믹 HgBa2Ca2Cu3O8+δ으로서, 임계 온도가 Tc=138 K였다.
2008년 2월에는 철에 기반한 고온 초전도체가 발견되었다. 도쿄 공업 대학의 호소노 히데오(細野 秀雄)는 란타넘-산소-불소-철-비소 화합물 (LaO1-xFxFeAs), 즉 oxypnictide에서 초전도를 26 K에서 발견하였다. 이어진 다른 그룹의 연구는 LaO1-xFxFeAs의 란타늄을 세륨, 사마륨, 네오디뮴, 프라세오디뮴 등 다른 희토류로 치환하였을 때 임계 온도가 52 K까지 높아짐을 발견하였다. 이와 유사한 AFe2As2구조를 가진 철-비소 기반 초전도체 또한 보고되었다. 전문가들은 다른 계열의 초전도를 연구함으로써 구리계 초전도체에 대한 이론도 이끌어 낼 수 있을 것으로 기대하고 있다.

## 분류
초전도체를 분류하는 기준은 여러 가지가 있다. 대표적인 것으로는 다음이 있다.

### 1종/2종 초전도체
물리적 성질을 기준으로, 초전도체는 1종 초전도체(영어: type I superconductor)와 2종 초전도체(영어: type II superconductor)로 분류된다. 1종 초전도체는 상전이가 1차 상전이를, 2종 초전도체는 2차 상전이를 보인다.
발견 초기의 단원자 저온초전도체들은 대부분 1종 초전도체로 알려져 있고, 대부분 화합물 초전도체를 비롯하여 모든 산화물 고온초전도체들은 II-형(Type-II) 초전도체로 알려져 있다. 1종 초전도체와 2종 초전도체의 구분은 자기장-온도 상전이 형태에서 쉽게 그 차이점을 발견할 수 있다.
1종 초전도체는 어떤 온도상태에서 열역학적 임계자기장(Hc)이 존재하며, 임계 자기장을 경계로 정상 상태와 초전도 상태로의 전이가 일어난다. 이때 임계자기장 이하의 초전도 상태는 초전도 기본 특성의 하나인 마이스너 효과로 인하여 자기장이 침투하지 못한다. 이와 같은 1종 초전도체는 단원자 초전도체들이 주종을 이루며, 이들 초전도체들의 응용은 특성상 기술적으로 매우 어렵다.
2종 초전도체는1종과 다르게 어떤 온도 상태에서 상부 임계 자기장(Hc2)과 하부 임계 자기장(Hc1)이 존재하여, 이들 임계 자기장들의 경계로 유용한 초전도 특성을 나타낸다. 1종과 마찬가지로 초전도 상태의 하부 임계 자기장(Hc1) 이하의 영역은 자기장이 침투하지 못하는 마이스너 효과를 나타낸다. 그러나 하부 임계 자기장(Hc1) 이상의 자기장하에서 2종 초전도체는 초전도 성질을 잃지 않고 초전도 상태를 계속 유지하며 일부의 자기장들이 초전도체를 침투하도록 한다. 자기장의 침투 정도는 자기장의 세기에 따라 증가 되고, 상부 임계 자기장(Hc2)에 이를 때까지 계속되며, 상부 임계 자기장(Hc2) 이상이 되면 초전도 상태에서 정상 상태로 전이가 일어나 초전도체가 아닌 일반 물체로 된다. 이와 같이 상부 임계 자기장(Hc2)과 하부 임계 자기장(Hc1) 사이의 영역(소용돌이 상태(영어: vortex state 혹은 혼합 상태(영어: mixed state라고 함)이 존재하여, 어느 정도 자기장의 침투에도 초전도성이 유지되는 초전도체를 2종 초전도체라 한다. 대부분 혼합물 및 산화물 고온 초전도체들이 이에 속하며, 초전도체 응용에 거의 모두가 이와 같은 특성을 가지는 2종 초전도체를 이용하고 있다.

### 기타 분류
이 밖에도, 다음과 같이 분류할 수 있다.
- 설명하는 이론을 기준:
  - 통상 초전도체(通常-, 영어: conventional superconductor, BCS 이론에서 설명이 되는 경우)
  - 이상 초전도체(異常-, 영어: unconventional superconductor, BCS 이론으로 설명이 안되는 경우)
- 임계 온도를 기준:
  - 상온 초전도체 (임계 온도가 상압 상온, 섭씨 0도 이상인 경우, 현재까지 발견되지 않음)
  - 고온 초전도체 (임계 온도가 액체 질소의 비등점 77 K보다 높은 경우)
  - 저온 초전도체 (임계 온도가 그보다 낮은 경우)
- 물질을 기준:
  - 단원자 (수은, 납 등)
  - 합금 (나이오븀-타이타늄, 저마늄-나이오븀)
  - 세라믹 (YBCO, 이붕화 마그네슘)
  - 유기 초전도체 (풀러렌, 탄소 나노튜브 - 탄소 나노 튜브는 탄소만으로 이루어져 있기 때문에 단원자 계열에 넣어야 할 수도 있다.)

## 응용
초전도 자석은 이제까지 알려진 가장 강력한 전자석이며 MRI이나 NMR 기계, 질량 분석기, 입자 가속기에 쓰이는 광선 조타 자석 등에 사용된다. 이들은 또한 입자들을 입자들이 가진 자성에 따라 분리하는 자기 분리(magnetic separation)에 쓰일 수 있는데, 이런 것들은 안료 산업 등에 쓰이곤 한다.
초전도체는 또한 디지털 회로, RF 회로, 마이크로파 회로, 휴대 전화 기지국을 만드는 데 사용된다.
초전도체는 지금까지 알려진 가장 민감한 자력계인 초전도 양자 간섭 장치의 구성 단위인 조세프슨 접합(Josephson junction)을 만드는 데 사용된다. 조세프슨 장치들은 국제단위계의 단위 볼트를 정의하는 데에 사용된다. 작동하는 방식에 따라, 조세프슨 접합은 광자 검출기나 혼합기로 사용된다. 일반 상태에서 초전도 상태로 전이할 때의 큰 저항 차이는 저온 열량계나 미소열량계의 온도계나 광자 검출기를 만드는 데 사용될 수 있다.
(초전도 물질을 사용했을 때) 장치의 상대적인 효율성, 크기, 무게에서의 이점이 초전도 물질을 사용함으로 인해서 발생하는 추가적인 비용보다 더 큰 곳에서 새로운 시장이 성장하고 있다.
전망이 있는 응용 예로는 고성능 변압기, 전력 저장 장치, 전력 전달기, 전기 모터, 자기 부상 장치, 과도 전류 제한기 등이 있다. 그러나 초전도는 변화하는 자기장에 민감하기 때문에 교류를 사용하는 응용 예들(즉, 변압기)을 만드는 것은 직류를 사용하는 것에 비해 좀 더 어려울 것으로 예상된다.

## 이용
초전도체는 자기장을 차단하는 특성이 있어 자석 위에 가까이 가져가면 자석위에 떠 있게 되는데, 이와 같은 현상을 마이스너 효과라고 한다. 또, 초전도체는 저항이 없어 전류가 흘러들어도 전력 손실이 전혀 발생하지 않아, 대량의 전기를 손실없이 저장하거나 송전이 가능하다. 뿐만 아니라 초전도체는 매우 센 전류를 흐르게 하여 강한 자기장을 얻을 수 있으므로 이를 이용하여 자기 부상 열차에 사용이 가능하다.
분야에 따라 분류해 보면, 다음과 같은 활용 분야들이 있다.
- 에너지 : 차세대 초전도 핵융합 외 MHD 발전 등
- 전력: 초전도에너지저장(SMES), 초전도 변압기, 초전도 케이블, 초전도 발전기 등
- 교통: 초전도 자기부상열차, 초전도 전자 추진 선박, 초전도 전기자동차 등
- 의료ㆍ과학: 자기공명영상, 핵자기 공명, 뇌 자기 검출기, 암 치료 사이클로트론, 높은 장세기 자석(high field magnet) 등
- 환경ㆍ산업: 핵 폐기물 처리가 가능한 초전도 자기 분리, 입자가속기 등
- 전자ㆍ정보: 초전도 슈퍼컴퓨터, 초전도 양자 간섭 장치

## 같이 보기
- 곤도 효과
- 강자성 초전도체
- 상온 초전도체

## 참고 문헌
- Kleinert, Hagen, "Disorder Version of the Abelian Higgs Model and the Order of the Superconductive Phase Transition," Lett. Nuovo Cimento 35, 405 (1982) (also available online: [깨진 링크(과거 내용 찾기)])
- Kleinert, Hagen, Gauge Fields in Condensed Matter, Vol. I, " SUPERFLOW AND VORTEX LINES"; Disorder Fields, Phase Transitions, pp. 1–742, World Scientific (Singapore, 1989); Paperback ISBN 9971-5-0210-0  (also readable online: Vol. I)
- Larkin, Anatoly; Varlamov, Andrei, Theory of Fluctuations in Superconductors, Oxford University Press, Oxford, United Kingdom, 2005 (ISBN 0-19-852815-9)
- Matricon, Jean; Waysand, Georges; Glashausser, Charles; The Cold Wars: A History of Superconductivity, Rutgers University Press, 2003, ISBN 0-8135-3295-7
- ScienceDaily: Physicist Discovers Exotic Superconductivity (애리조나 대학교) August 17, 2006